# Lista de membros titulares da Academia Brasileira de Ciências empossados em 2014
Esta lista contém os nomes dos membros titulares da Academia Brasileira de Ciências empossados em 2014.
| Imagem | Nome                                        | Datas de nascimento e falecimento | Local de nascimento | Área de especialização | Alma mater                            | Data de posse     | Conhecido por | Referências |
| ------ | ------------------------------------------- | --------------------------------- | ------------------- | ---------------------- | ------------------------------------- | ----------------- | --- | ----------- |
|        | Benedito Honório Machado                    | 6 de janeiro de 1957              |                     | Ciências Biomédicas    | USP                                   | 6 de maio de 2014 | É editor de Fisiologia do en:Brazilian Journal of Medical and Biological Research | [ 2 ]       |
|        | Carlos Alexandre Netto                      | 7 de agosto de 1959               |                     | Ciências Biológicas    | UFRGS                                 | 6 de maio de 2014 | | [ 3 ]       |
|        | Carlos Ricardo Soccol                       | 27 de maio de 1953                |                     | Ciências da Engenharia | UFPR                                  | 6 de maio de 2014 | Doutor Honoris Causa pela Universidade Blaise Pascal, França (2010). É editor da revista en:Brazilian Archives of Biology and Technology.                                             | [ 4 ]       |
|        | Dulciene Maria de Magalhães Queiroz         | 4 de maio de 1951                 |                     | Ciências da Saúde      | UFMG                                  | 6 de maio de 2014 | | [ 5 ]       |
|        | Edson Antonio Ticianelli                    | 6 de setembro de 1952             |                     | Ciências Químicas      | USP                                   | 6 de maio de 2014 | | [ 6 ]       |
|        | Fernando Codá dos Santos Cavalcanti Marques | 8 de outubro de 1979              | São Carlos, SP      | Ciências Matemáticas   | UFAL                                  | 6 de maio de 2014 | Apresentou a prova da Conjectura de Willmore com André Neves. Recebeu prêmio Ramanujan ICTP (2012). Recebeu o prêmio Oswald Veblen de Geometria (2016). Prêmi TWAS (Matemática, 2012) | [ 7 ]       |
|        | Fernando Lázaro Freire Júnior               | 25 de fevereiro de 1956           |                     | Ciências Físicas       | PUC-Rio                               | 6 de maio de 2014 | Diretor do CBPF (2011 -) | [ 8 ]       |
|        | Francisco Silveira Guimarães                | 31 de outubro de 1957             |                     | Ciências Biomédicas    | UFRGS                                 | 6 de maio de 2014 | Foi editor seccional do en:Brazilian Journal of Medical and Biological Research | [ 9 ]       |
|        | Heloisa de Oliveira Beraldo                 | 19 de novembro de 1951            |                     | Ciências Químicas      | UFMG                                  | 6 de maio de 2014 | É membro do Comitê de Governança e Acompanhamento do Instituto Nacional de Ciência e Tecnologia de Fármacos e Medicamentos (INCT-INOFAR)                                              | [ 10 ]      |
|        | João Batista Teixeira da Rocha              | 9 de julho de 1964                |                     | Ciências Biomédicas    | UFRGS                                 | 6 de maio de 2014 | Orientado por Diogo Onofre Gomes de Souza e Leopoldo de Meis. | [ 11 ]      |
|        | Jorge Rubio                                 | 21 de março de 1946               |                     | Ciências da Engenharia | UCh, Chile                            | 6 de maio de 2014 | | [ 12 ]      |
|        | José Alberto Cuminato                       | 23 de março de 1956               |                     | Ciências Matemáticas   | UNESP                                 | 6 de maio de 2014 | | [ 13 ]      |
|        | Jose Alexandre Felizola Diniz Filho         | 27 de julho de 1967               |                     | Ciências Biológicas    | UFS                                   | 6 de maio de 2014 | É membro da Linnean Society de Londres | [ 14 ]      |
|        | Kepler de Souza Oliveira Filho              | 16 de fevereiro de 1956           | Salvador, BA        | Ciências Físicas       | UFRGS                                 | 6 de maio de 2014 | Foi presidente do Conselho Diretor do Whole Earth Telescope (1993-2005) | [ 15 ]      |
|        | Laura de Mello e Souza                      | 2 de janeiro de 1953              | São Paulo, SP       | Ciências Sociais       | USP                                   | 6 de maio de 2014 | Recebeu Prêmio Jabuti (1998, 2007 e 2012). Recebeu prêmio da Academia Brasileira de Letras na categoria História e Ciências (2007).                                                   | [ 16 ]      |
|        | Licio Augusto Velloso                       | 12 de junho de 1963               |                     | Ciências Biomédicas    | UNICAMP                               | 6 de maio de 2014 | Foi orientado por Mário José Abdalla Saad. | [ 17 ]      |
|        | Marcia Cristina Bernardes Barbosa           | 14 de janeiro de 1960             |                     | Ciências Físicas       | UFRGS                                 | 6 de maio de 2014 | Recebeu Prêmios L'Oréal-UNESCO para mulheres em ciência (2013) | [ 18 ]      |
|        | Marco Antônio Teixeira                      | 17 de maio de 1944                |                     | Ciências Matemáticas   | USP                                   | 6 de maio de 2014 | | [ 19 ]      |
|        | Niro Higuchi                                | 1 de março de 1952                |                     | Ciências da Terra      | UFPR                                  | 6 de maio de 2014 | | [ 20 ]      |
|        | Otávio Guilherme Cardoso Alves Velho        | 30 de setembro de 1941            | Rio de Janeiro, RJ  | Ciências Sociais       | PUC-Rio                               | 6 de maio de 2014 | | [ 21 ]      |
|        | Peter Henry Fry                             | 21 de outubro de 1941             | Leeds, Inglaterra   | Ciências Sociais       | Universidade de Cambridge, Inglaterra | 6 de maio de 2014 | | [ 22 ]      |
|        | Ronaldo Aloise Pilli                        | 1 de julho de 1955                | Piracicaba, SP      | Ciências Químicas      | UNICAMP                               | 6 de maio de 2014 | | [ 23 ]      |
|        | Sandoval Carneiro Junior                    | 16 de novembro de 1945            |                     | Ciências da Engenharia | PUC-SP                                | 6 de maio de 2014 | Foi diretor-geral da CAPES (1991-1992) | [ 24 ]      |
|        | Susana Inés Cordoba de Torresi              | 11 de julho de 1961               | Argentina           | Ciências Químicas      | UNC, Argentina                        | 6 de maio de 2014 | | [ 25 ]      |
|        | Walter Demetrio Gonzalez Alarcon            | 14 de agosto de 1646              |                     | Ciências da Terra      | UNI, Peru                             | 6 de maio de 2014 | | [ 26 ]      |